# Борткевич, Владислав Иосифович
Владислав Иосифович Борткевич (пол. Władysław Bortkiewicz; 7 августа 1868, Санкт-Петербург, Российская империя — 15 июля 1931, Берлин, Германия) — российский и немецкий экономист и статистик польского происхождения.

## Биография

Владислав Борткевич в 1885 году

Родился в Санкт-Петербурге 26 июля (7 августа) 1868 года в семье штабс-капитана лейб-гвардии конной артиллерии Иосифа Ивановича Борткевича (1838—1908), который преподавал артиллерию и математику в Павловском училище и во 2-й Петербургской военной гимназии; был автором учебников по математике, работ по экономике о денежной реформе 1895—1897 годах и конверсии русских займов. Иосиф Иванович закончил 2-й кадетский корпус и Михайловскую артиллерийскую академию. А после педагогической деятельности служил нотариусом. Мать — Елена фон Рокицкая, две сестры: Мария (1866—1917) и Елена (03.08.1870—29.10.1939).
Владислав был крещён в петербургской римско-католической церкви Св. Екатерины и в 1879—1886 годах обучался в 6-й гимназии, закончив её с золотой медалью.
В 1886—1890 году учился на юридическом факультете Санкт-Петербургского университета, деканом которого был Ю. Э. Янсон, создавший в 1872 году статистический кабинет при юридическом факультете, а в 1881 году — статистическое отделение при Петербургской городской управе, где Борткевич в 1889 год помогал в составлении «Статистического ежегодника Санкт-Петербурга 1888 года». В 1890 году Боркевич выступил на заседании физико-математического отделения Императорской Академии наук с работой «Смертность и долговечность мужского православного населения Европейской России», в этот же году последовала работа «Смертность и долговечность женского православного населения Европейской России». В 1890 году ему была назначена стипендия на два года для обучения к профессорскому званию на кафедре политэкономии и статистики.
В мае 1891 года он был отправлен на обучение за границу: в 1891—1892 годах учился в Страсбургском университете, где ректором был Г. Ф. Кнапп, а с лета 1892 года — в Гёттингенском университете у В. Лексиса, где в феврале 1893 года защитил докторскую диссертацию.
В апреле 1893 года вернулся в Петербургский университет, но без российской докторской степени и покровительства Ю. Э. Янсона, который скончался в январе 1893 года, не смог претендовать на кафедру, и числился в университете до 1 мая 1894 года.
В 1895—1897 годах при поддержке Г. Ф. Кнаппа и В. Лексиса он был назначен приват-доцентом в Страсбургском университете, где читал лекции по страхованию рабочих и теории статистики.
Затем возвратился в Санкт-Петербург, в 1897—1901 годах служил делопроизводителем управления делами пенсионной кассы служащих на казённых железных дорогах в чине коллежского секретаря и параллельно в 1899—1901 годах преподавал статистику в Александровском лицее в Санкт-Петербурге.
В 1901 году был назначен экстраординарным профессором по статистике и экономике, а с 1920 года и до конца своей жизни был ординарным профессором кафедры статистики и политической экономии в Берлинском университете. Одновременно, преподавал в 1906—1923 годах в Берлинской школе экономики.
Состоял членом Шведской Академии Наук, Королевского Статистического Общества, Американской статистической ассоциации и Международного Статистического Института.
Последний раз Борткевич посетил Санкт-Петербург в 1914 году в связи со смертью отца (отец умер в 1908 году), перед началом Первой мировой войны.
Скончался 15 июля 1931 года в Берлине.

## Основной вклад в науку
Большое значение для экономической науки XX века имели его работы по теории статистики, устойчивости статистических рядов, исчислению вероятностей, проблемам демографии и страхового дела.
Неоднократно консультировал Чаянова А. В. и других русских экономистов по вопросам экономико-математического анализа крестьянского хозяйства.
Много писал на русском и немецком языках, особенно по теоретическим вопросам статистики и политической экономии, сотрудничал в «Handwörterbuch d. Staatswissenschaften» профессора Конрада и других заграничных изданиях по экономическим вопросам, а также в «Энциклопедическом словаре Ф. А. Брокгауза и И. А. Ефрона».
В политэкономии ему принадлежит важный анализ схемы воспроизводства Карла Маркса и проблемы трансформации из последних двух томов «Капитала».
В работах по статистике исследовал распределение Пуассона; в 1908 году объяснил теорему Пуассона как «закон малых чисел» — предельное утверждение для редких явлений.
Являлся главой школы последователей Вильгельма Лексиса.